# Нијемци у Републици Српској
Нијемци у Републици Српској су грађани њемачког поријекла, који живе и раде на територији Републике Српске. Нијемци су једна од седамнаест службених националних мањина у Републици Српској, а њихове интересе заступају представници и делегати у Савјету националних мањина, и Савезу националних мањина.

## Историјат
Непосредно послије окупације Аустро–Угарске, насељавају се трговци Нијемци а 1882. године на три километра од Бијељине, населили су се Нијемци из Срема и Баната (поријеклом из Виртемберга). Насеље је добило назив Франц Јозефсфелд - (Поље Франца Језефа) послије Првог свјетског рата Петрово Поље у част краља Петра I, данас Ново Село, и постојало је све до 1942. године. Нијемци, нешто преко 2.000 људи, су иселили 1942. године. Команда њемачке војске је донијела одлуку да се комплетно село исели у пољски град Лођ. По попису из 1931. године на овом подручју је живјело око 2000 нијемаца, док данас у Бијељини живи десетак породица њемачког поријекла.
Затечени правни и управни системи били су потпуно различити од оног система власти какав је имала Аустроугарска због чега је одлучено да се у БиХ, а самим тим и на територију данашње Републике Српске. доведу људи који ће водити те послове. Ријеч је била о великом броју канцеларијских радника, матичара, правника, адвоката, заправо о цијелој једној војсци чиновника. Највећи број међу њима чинили су Нијемци. У потрази за новим обрадивим површинама у БиХ су дошли и њемачки земљорадници који су населили просторе Посавине и ненасељене и запуштене равничарске крајеве око Прњавора, и западније према Бањој Луци и Приједору. Прњаворски крај, уз рјечицу Вијаку, у првим годинама населило је 70 њемачких породица. Како је Вијака увелико плавила земљиште око себе, њемачки досељеници су се помјерали од ријеке према оближњим узвишењима. На једном таквом брду, обраслом глоговом шумом, настало је њемачко насеље Глоговац. Друго велико насеље у околини Прњавора било је Шибовска. Уз земљорадњу Нијемци су се показали као добри узгајивачи винове лозе, чије је узгој, каснијим расељавањем, у потпуности замро у том крају. Ипак, у овом крају, Нијемци су били најпознатији као сточари, гајили су расну стоку, у првом реду говеда. 
Њемачки досељеници су у новој држави оснивали и своја култутна удружења и друштва. У поменутом насељу Глоговац све до 1921. године радила је основна школа у којој се настава одвијала на њемачком језику. Након 1921. са радом је почела мјешовита школа, коју су похађала не само дјеца њемачке националне мањине него и друга дјеца.
Након Другог свјетског рата Нијемци су дошли на удар државних власти. Постали су жртве великих прогона, затварани су у логоре, одузимана им је имовина, што је за посљедицу имало нагли пад броја њемачке националне мањине.

## Религија
Нијемци у Републици Српској, као и већина њихових сународника, у матичној земљи, као и широм свијета су католичке вјероисповијести. На територији Републике Српске, постоји више сакралних објеката, католичке цркве, у којима своје вјерске обреде обављају припадници њемачког народа. У Бања Луци је смјештена Жупна кућа и њемачка евангелистичка црква. Жупна црква Светог Ивана и самостан Марјановац су смјештени у Александровцу код Лакташа, а у Новој Тополи код Градишке се налази Жупна црква Светог Јосипа и самостан Свете Обитељи.. Њемачки римокатолици, своја богослужења обављају и у Опатији Марија Звијезда, у Трапистима код Бања Луке.
Такође, у Новом Селу код Бијељине постоји њемачка Црква, која је од краја Другог свјетског рата затворена. Поред Цркве у Новом Селу, постојао је и Самостан и црква Назарет који је био лоциран у градском насељу Буџак, данас названом Лазарево у Бања Луци. Био је изграђен на локацији гдје се данас налази војна касарна „Козара“.

## Удружења
Данас у Српској постоји једно удружење, које је уједно и једино удружење Нијемаца у Босни и Херцеговини. То је Удружење Нијемаца града Бања Луке, основано у априлу 2004. године као аполитично, непрофитно, отворено удружење грађана са циљем очувања традиције, обичаја, језика и културе своје матичне замље и њеног народа.

## Распрострањеност
По попису становништва 2013. у Босни и Херцеговини, а према подацима које је издао Републички завод за статистику, и који су једини валидни за Републику Српску, у Републици Српској је живјело 95 Нијемаца. Нијемци настањују сљедеће општине и градове:
| Нијемци, по општинама и градовима, према попису становништва 2013. у Републици Српској |        |
| јединица локалне самоуправе                                                            | укупно |
| укупно                                                                                 | 95     |
| Бања Лука                                                                              | 17     |
| Бијељина                                                                               | 11     |
| Братунац                                                                               | 1      |
| Градишка                                                                               | 5      |
| Дервента                                                                               | 3      |
| Добој                                                                                  | 5      |
| Доњи Жабар                                                                             | 1      |
| Зворник                                                                                | 3      |
| Козарска Дубица                                                                        | 7      |
| Костајница                                                                             | 2      |
| Котор Варош                                                                            | 2      |
| Лакташи                                                                                | 4      |
| Модрича                                                                                | 1      |
| Нови Град                                                                              | 7      |
| Осмаци                                                                                 | 1      |
| Петрово                                                                                | 1      |
| Приједор                                                                               | 10     |
| Прњавор                                                                                | 4      |
| Србац                                                                                  | 1      |
| Сребреница                                                                             | 1      |
| Теслић                                                                                 | 2      |
| Требиње                                                                                | 1      |
| Угљевик                                                                                | 2      |
| Фоча                                                                                   | 1      |
| Челинац                                                                                | 1      |
| Шамац                                                                                  | 1      |

## Значајне личности
- Иван Мерц, истакнути католички лаик и блаженик[15]
- Кристијан Шварц-Шилинг, њемачки политичар који је до 2. јула 2007. вршио функцију Високог представника за Босну и Херцеговину.